# 前322年
| 千纪： | 前1千纪 |
| 世纪： | 前5世纪 \| 前4世纪 \| 前3世纪 |
| 年代： | 前350年代 \| 前340年代 \| 前330年代 \| 前320年代 \| 前310年代 \| 前300年代 \| 前290年代                                                                                      |
| 年份： | 前327年 \| 前326年 \| 前325年 \| 前324年 \| 前323年 \| 前322年 \| 前321年 \| 前320年 \| 前319年 \| 前318年 \| 前317年                                                        |
| 纪年： | 周顯王四十七年 魯平公元年 齊威王三十五年 趙武靈王四年 魏惠王後十三年 韓宣惠王十一年 秦惠文王三年 楚懷王七年 宋康王七年 衛嗣君十三年 燕易王十一年 越王無彊二十一年 中山王六年 |

## 大事记
- 魏國用張儀為相，驅逐惠施，張儀陰招秦師伐魏，取曲沃、平周。
- 旃陀羅笈多征服北印度，建立孔雀王朝。
- 安提帕特及克拉特魯斯的馬其頓軍隊於克蘭農戰役戰勝雅典人領導的希臘軍，標示着希臘在馬其頓霸權下結束了城邦的自由。

## 逝世
- 列昂納托（前356年－前322年），亞歷山大帝將領及繼業者之一。
- 亞里斯多德，古希腊哲学家。